# Зайченко, Виталий Витальевич
Виталий Витальевич Зайченко — советский хозяйственный и политический деятель.

## Биография
Родился в 1924 году в селе Белево. Член КПСС.
Окончил Пермский речной техникум и Уральский лесотехнический институт.
В 1942—1943 гг. — диспетчер Камского речного пароходства.
Участник Великой Отечественной войны, командир пулемётного взвода на Брянском фронте
В 1950—1953 гг. — начальник лесопильного цеха, начальник производственного отдела, главный инженер Серовского лесозавода треста «Древмет».
В 1953—1960 гг. — заведующий промышленно-транспортным отделом, второй, первый секретарь Серовского горкома КПСС, председатель Серовского горисполкома.
В 1960—1961 гг. — заведующий промышленно-транспортным отделом Тюменского обкома КПСС.
В 1961—1962 гг. — первый секретарь Ханты-Мансийского окружкома КПСС.
В 1962—1963 гг. — заместитель председателя Тюменского совнархоза.
В 1963—1970 гг. — председатель Тюменского горисполкома.
В 1970—1974 гг. — председатель Тюменского областного планового комитета.
В 1974—1986 гг. — начальник УМТС Тюменского района / Тюменского главного территориального управления Госснаба СССР.
Делегат XXII съезда КПСС.
Жил в Тюмени.

## Награды
- Орден Отечественной войны II степени (06.05.1965, 06.04.1985)
- Орден Трудового Красного Знамени (03.09.1971, 1981)
- Орден Знак Почёта (1966)